# X Korpus Armijny (Cesarstwo Niemieckie)

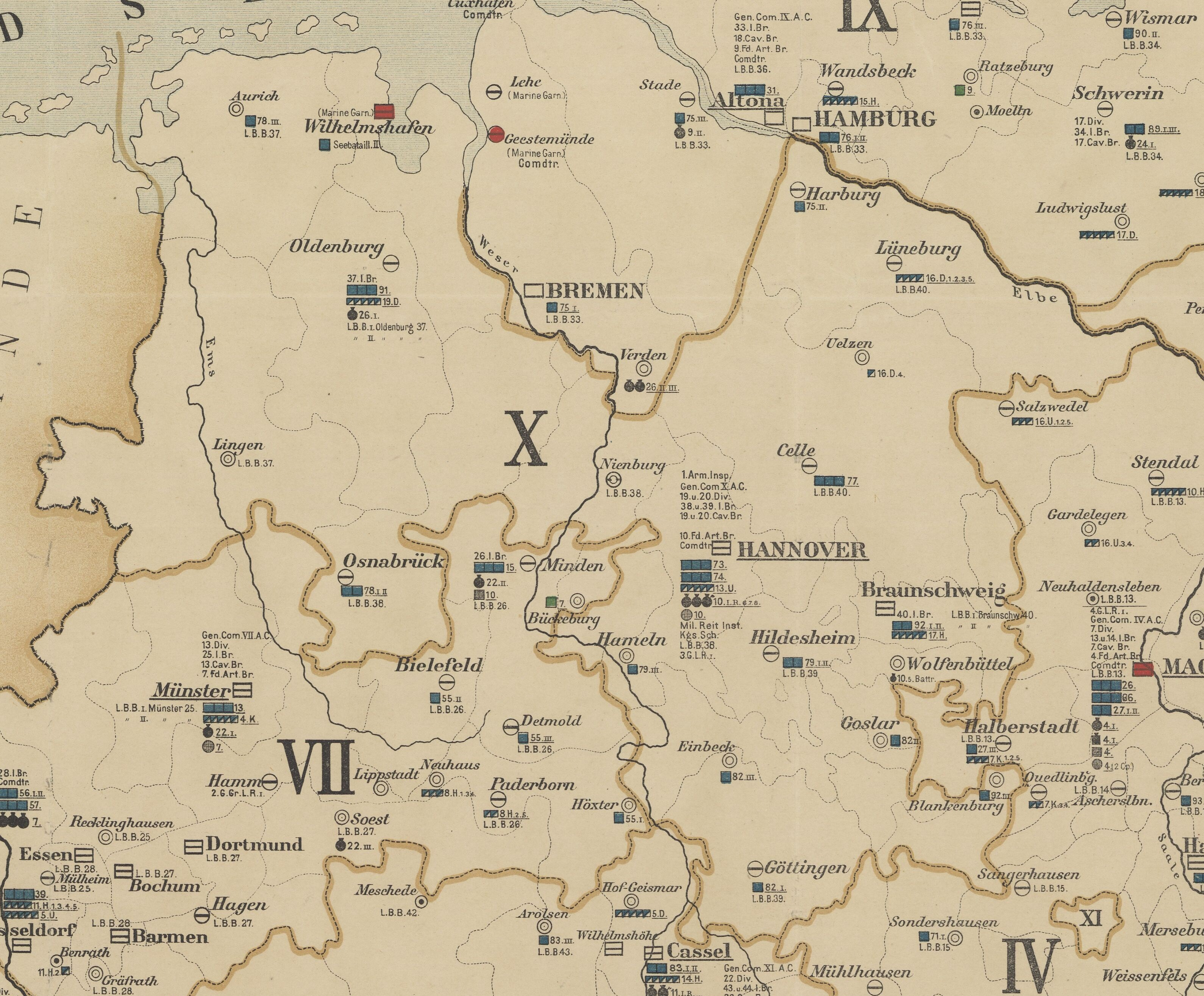
Zasięg i garnizony korpusu w 1890

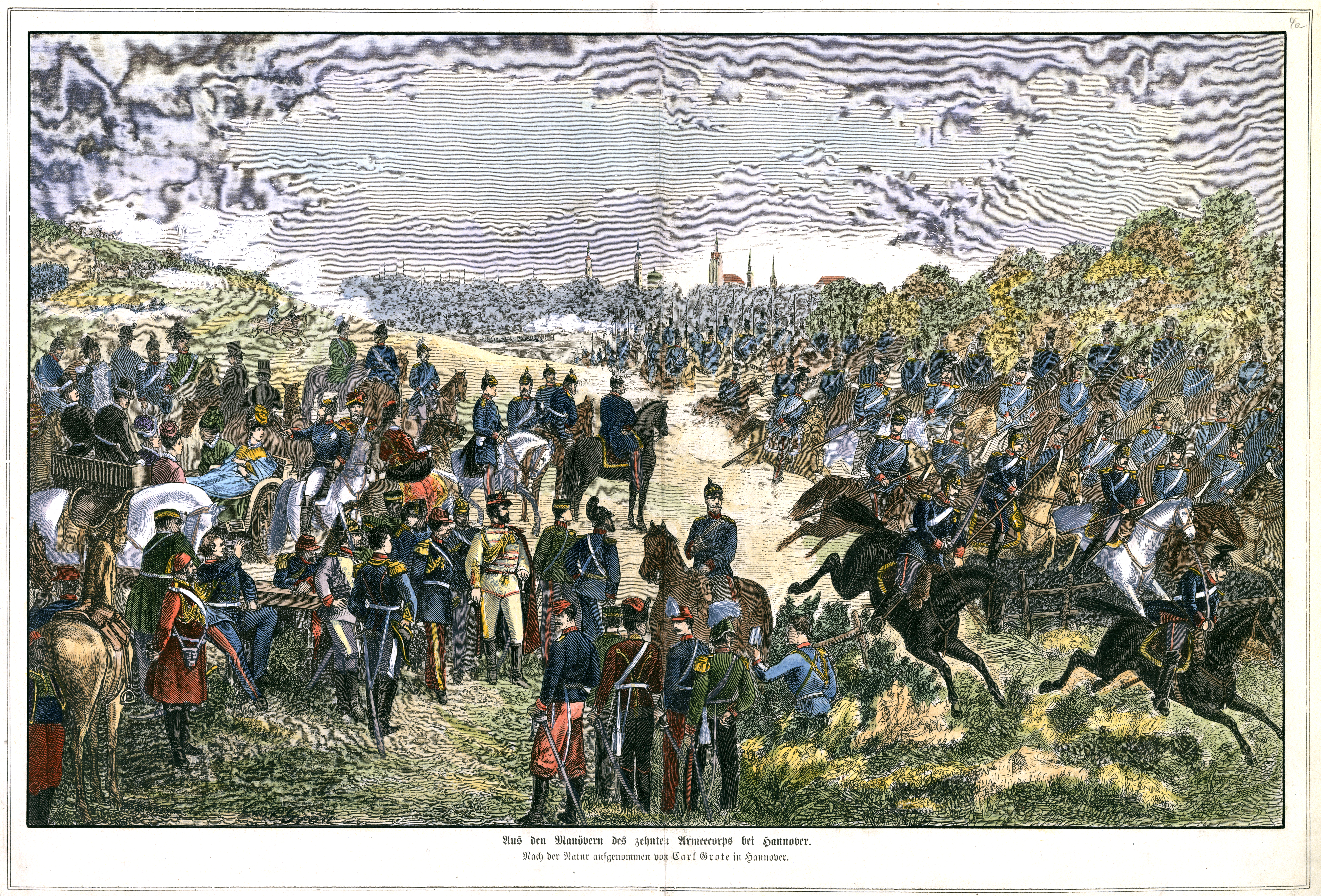

X Korpus Armijny  (niem. X. Armee-Korps)  – wyższy związek taktyczny Armii Cesarstwa Niemieckiego. 

## Charakterystyka
29 czerwca 1912 armię niemiecką zorganizowano w 25 korpusów prowadzących rekrutację na terenach 22 terytorialnych okręgów korpuśnych. Każdy korpus tworzyły dwie dywizje piechoty, zwykle o kolejnych numerach. Korpusy zgrupowane były w osiem inspekcji armii. Barwą X KA był kolor biały.
W sierpniu 1914 rozwinięto w Niemczech do etatów wojennych związki operacyjne (armie). W skład 2 Armii wszedł między innymi X Korpus Armijny. W I wojnie światowej korpus walczył na froncie zachodnim.
Korpus na stopie wojennej początkowo składał się ze sztabu korpusu, oddziałów korpuśnych i dwóch dywizji piechoty. Jednak wojna pozycyjna wymusiła bardziej płynną organizację korpusów, która umożliwiałaby przerzucanie nawet do sześciu dywizji na odcinki korpusów znajdujących się na głównym wysiłku obrony. Reformę tę sformalizowano w grudniu 1916, a Korpus od tej pory traktowano jako tymczasowe zgrupowanie poszczególnych dywizji.

## Struktura organizacyjna
Skład od 2 VIII 1914 do 20 IX 1915:
- dowództwo korpusu
- 19 Dywizja Piechoty
- 20 Dywizja Piechoty

## Dowódcy korpusu
| Stopień           | Imię i nazwisko             | Okres (od)   |
| ----------------- | --------------------------- | ------------ |
| generał piechoty  | Konstantin von Voigts-Rhetz | 30 X 1866    |
| generał kawalerii | Albrecht Hohenzollern       | 12 XII 1873  |
| generał piechoty  | Leo von Caprivi             | 10 VII 1888  |
| generał lejtnant  | Walther von Schellendorff   | 24 III 1890  |
| generał piechoty  | August Wilhelm von Seebeck  | 27 I 1893    |
| generał piechoty  | August von Bomsdorff        | 4 IV 1899    |
| generał piechoty  | Dr. Alfred von Loewenfeld   | 9 II 1908    |
| generał piechoty  | Otto von Emmich             | 29 V 1909    |
| generał lejtnant  | Walther von Lüttwitz        | 22 XII 1915  |
| generał lejtnant  | Konstantin von Knobelsdorf  | 21 VIII 1916 |